# نریمان (شهرستان قره‌سو)
نَریمان یک منطقهٔ مسکونی در قرقیزستان است که در شهرستان قره‌سو (قرقیزستان) واقع شده‌است. نریمان ۹٬۹۰۱ نفر جمعیت دارد و ۹۴۷ متر بالاتر از سطح دریا واقع شده‌است.